# Philipp Oswald
Philipp Oswald (Feldkirch, 23 januari 1986) is een Oostenrijkse tennisspeler. Hij heeft elf ATP-toernooien gewonnen in het dubbelspel. Daarnaast stond hij nog eens negenmaal in de finale. Hij deed ook al mee aan Grand Slams. Hij heeft 31 challengers in het dubbelspel op zijn naam staan.

## Palmares dubbelspel
| Legenda                       | Legenda               |
| ----------------------------- | --------------------- |
| Grand Slam                    |                       |
| Olympische Spelen             |                       |
| tot 2009                      | vanaf 2009            |
| Tennis Masters Cup            | ATP Finals            |
| ATP Masters Series            | ATP Tour Masters 1000 |
| ATP International Series Gold | ATP Tour 500          |
| ATP International Series      | ATP Tour 250          |

| Nr.                              | Datum             | Toernooi            | Ondergrond    | Partner                | Tegenstanders in finale                      | Score                  | Details |
| -------------------------------- | ----------------- | ------------------- | ------------- | ---------------------- | -------------------------------------------- | ---------------------- | ------- |
| Gewonnen finales herendubbel     |                   |                     |               |                        |                                              |                        |         |
| 1.                               | 2 maart 2014      | ATP São Paulo       | Gravel        | Guillermo García López | Juan Sebastián Cabal Robert Farah Maksoud    | 5-7, 6-4, [15-13]      | Details |
| 2.                               | 24 mei 2014       | ATP Nice            | Gravel        | Martin Kližan          | Rohan Bopanna Aisam-ul-Haq Qureshi           | 6-2, 6-0               | Details |
| 3.                               | 22 februari 2015  | ATP Rio de Janeiro  | Gravel        | Martin Kližan          | Pablo Andújar Oliver Marach                  | 7-6(3), 6-4            | Details |
| 4.                               | 12 februari 2017  | ATP Quito           | Gravel        | James Cerretani        | Julio Peralta Horacio Zeballos               | 6-3, 2-1 opgave        | Details |
| 5.                               | 30 juli 2017      | ATP Gstaad          | Gravel        | Oliver Marach          | Jonathan Eysseric Franko Škugor              | 6-3, 4-6, [10-8]       | Details |
| 6.                               | 22 oktober 2017   | ATP Moskou          | Hardcourt (i) | Maks Mirni             | Damir Džumhur Antonio Šančić                 | 7-5, 6-3               | Details |
| 7.                               | 18 februari 2018  | ATP Uniondale       | Hardcourt (i) | Maks Mirni             | Wesley Koolhof Artem Sitak                   | 6-4, 4-6, [10-6]       | Details |
| 8.                               | 14 april 2018     | ATP Houston         | Gravel        | Maks Mirni             | Andre Begemann Antonio Šančić                | 6-7(2), 6-4, [11-9]    | Details |
| 9.                               | 20 juli 2019      | ATP Umag            | Gravel        | Robin Haase            | Oliver Marach Jürgen Melzer                  | 7-5, 6-7(2), [14-12]   | Details |
| 10.                              | 3 augustus 2019   | ATP Kitzbühel       | Gravel        | Filip Polášek          | Sander Gillé Joran Vliegen                   | 6–4, 6–4               | Details |
| 11.                              | 17 oktober 2020   | ATP Cagliari        | Gravel        | Marcus Daniell         | Juan Sebastián Cabal Robert Farah Maksoud    | 6-3, 6-4               | Details |
| Verloren finales herendubbel     |                   |                     |               |                        |                                              |                        |         |
| 1.                               | 13 juli 2014      | ATP Stuttgart       | Gravel        | Guillermo García López | Mateusz Kowalczyk Artem Sitak                | 6-2, 1-6, [7-10]       | Details |
| 2.                               | 10 januari 2015   | ATP Doha            | Hardcourt     | Julian Knowle          | Juan Mónaco Rafael Nadal                     | 3-6, 4-6               | Details |
| 3.                               | 7 februari 2016   | ATP Sofia           | Hardcourt (i) | Adil Shamasdin         | Wesley Koolhof Matwe Middelkoop              | 7-5, 6-7(9), [6-10]    | Details |
| 4.                               | 13 januari 2018   | ATP Auckland        | Hardcourt     | Maks Mirni             | Oliver Marach Mate Pavic                     | 4-6, 7-5, [7-10]       | Details |
| 5.                               | 21 oktober 2018   | ATP Moskou          | Hardcourt (i) | Maks Mirni             | Austin Krajicek Rajeev Ram                   | 6-7(4), 4-6            | Details |
| 6.                               | 28 juli 2019      | ATP Gstaad          | Gravel        | Filip Polášek          | Sander Gillé Joran Vliegen                   | 4–6, 3–6               | Details |
| 7.                               | 18 januari 2020   | ATP Auckland        | Hardcourt     | Marcus Daniell         | Luke Bambridge Ben McLachlan                 | 6-7(3), 3-6            | Details |
| 8.                               | 12 maart 2021     | ATP Doha            | Hardcourt     | Marcus Daniell         | Aslan Karatsev Andrej Roebljov               | 5-7, 4-6               | Details |
| 9.                               | 3 oktober 2021    | ATP Sofia           | Hardcourt (i) | Oliver Marach          | Jonny O'Mara Ken Skupski                     | 3-6, 4-6               | Details |
| 10.                              | 24 juli 2022      | ATP Gstaad          | Gravel        | Robin Haase            | Tomislav Brkić Francisco Cabral              | 4-6, 4-6               | Details |
| 11.                              | 1 juli 2023       | ATP Mallorca        | Gras          | Robin Haase            | Yuki Bhambri Lloyd Harris                    | 3-6, 4-6               | Details |
| Gewonnen challengers herendubbel |                   |                     |               |                        |                                              |                        |         |
| 1.                               | 22 september 2008 | Grenoble            | Hardcourt (I) | Martin Fischer         | Niels Desein Dick Norman                     | 6-7(5), 7-5, [10-7]    |         |
| 2.                               | 14 september 2009 | Todi                | Gravel        | Martin Fischer         | Pablo Santos Gabriel Trujillo-Soler          | 7-5, 6-3               |         |
| 3.                               | 21 september 2009 | Palermo             | Gravel        | Martin Fischer         | Pierre-Ludovic Duclos Rogério Dutra da Silva | 6-3, 7-6(4)            |         |
| 4.                               | 12 oktober 2009   | Kolding             | Hardcourt (I) | Martin Fischer         | Jonathan Marray Aisam-ul-Haq Qureshi         | 7-5, 6-3               |         |
| 5.                               | 8 maart 2010      | Kioto               | Tapijt (I)    | Martin Fischer         | Divij Sharan Vishnu Vardhan                  | 6-1, 6-2               |         |
| 6.                               | 12 april 2010     | Pereira             | Gravel        | Dominik Meffert        | Gero Kretschmer Alexander Satschko           | 6-7(4), 7-6(6), [10-5] |         |
| 7.                               | 26 april 2010     | Ostrava             | Gravel        | Martin Fischer         | Tomasz Bednarek Mateusz Kowalczyk            | 2-6, 7-6(6), [10-8]    |         |
| 8.                               | 21 juni 2010      | Reggio Emilia       | Gravel        | Martin Slanar          | Sadik Kadir Purav Raja                       | 6-2, 5-7, [10-6]       |         |
| 9.                               | 4 oktober 2010    | Palermo             | Gravel        | Martin Fischer         | Alessandro Motti Simone Vagnozzi             | 4-6, 6-2, [10-6]       |         |
| 10.                              | 23 mei 2011       | Alessandria         | Gravel        | Martin Fischer         | Jeff Coetzee Andreas Siljeström              | 6-7(5), 7-5, [10-6]    |         |
| 11.                              | 27 juni 2011      | Turijn              | Gravel        | Martin Fischer         | Vladimir Ignatik Martin Kližan               | 6-3, 6-4               |         |
| 12.                              | 4 juli 2011       | Oberstaufen         | Gravel        | Martin Fischer         | Tomasz Bednarek Mateusz Kowalczyk            | 7-6(1), 6-3            |         |
| 13.                              | 14 november 2011  | Salzburg            | Hardcourt (I) | Martin Fischer         | Alexander Waske Lovro Zovko                  | 6-3, 3-6, [14-12]      |         |
| 14.                              | 19 maart 2012     | Bath                | Hardcourt (I) | Martin Fischer         | Jamie Delgado Ken Skupski                    | 6-4, 6-4               |         |
| 15.                              | 10 september 2012 | Todi                | Gravel        | Martin Fischer         | Marco Cecchinato Alessio Di Mauro            | 6-3, 6-2               |         |
| 16.                              | 12 november 2012  | Yokohama            | Hardcourt     | Prakash Amritraj       | Sanchai Ratiwatana Sonchat Ratiwatana        | 6-3, 6-4               |         |
| 17.                              | 19 november 2012  | Toyota              | Tapijt (I)    | Mate Pavić             | Andrea Arnaboldi Matteo Viola                | 6-3, 3-6, [10-2]       |         |
| 18.                              | 29 april 2013     | Tunis               | Gravel        | Dominik Meffert        | Jamie Delgado Andreas Siljeström             | 3-6, 7-6(0), [10-7]    |         |
| 19.                              | 4 juni 2013       | Caltanissetta       | Gravel        | Dominik Meffert        | Alessandro Giannessi Potito Starace          | 6-2, 6-3               |         |
| 20.                              | 28 juli 2013      | Oberstaufen         | Gravel        | Dominik Meffert        | Stephan Fransen Artem Sitak                  | 6-1, 3-6, [14-12]      |         |
| 21.                              | 29 september 2013 | Sibiu               | Gravel        | Rameez Junaid          | Jamie Delgado Jordan Kerr                    | 6-4, 6-4               |         |
| 22.                              | 24 november 2013  | Andria              | Hardcourt (I) | Andreas Siljeström     | Alessandro Motti Goran Tošić                 | 6-2, 6-3               |         |
| 23.                              | 7 juni 2015       | Prostějov           | Gravel        | Julian Knowle          | Mateusz Kowalczyk Igor Zelenay               | 4-6, 6-3, [11-9]       |         |
| 24.                              | 8 mei 2016        | Aix-en-Provence     | Gravel        | Oliver Marach          | Guillermo Duran Maximo Gonzalez              | 6-1, 4-6, [10-7]       |         |
| 25.                              | 2 juli 2016       | Marburg             | Gravel        | James Cerretani        | Miguel Angel Reyes-Varela Max Schnur         | 6-3, 6-2               |         |
| 26.                              | 9 juli 2016       | Braunschweig        | Gravel        | James Cerretani        | Mateusz Kowalczyk Antonio Sancic             | 4-6, 7-6(5), [10-2]    |         |
| 27.                              | 7 augustus 2016   | Cortina             | Gravel        | James Cerretani        | Roberto Carballes Baena Christian Garin      | 6-3, 6-2               |         |
| 28.                              | 12 mei 2019       | Rome                | Gravel        | Filip Polášek          | Nikola Ćaćić Adam Pavlásek                   | walk-over              |         |
| 29.                              | 19 mei 2019       | Lissabon            | Gravel        | Filip Polášek          | Guido Andreozzi Guillermo Durán              | 7-5, 6-2               |         |
| 30.                              | 9 juni 2019       | Prostějov           | Gravel        | Filip Polášek          | Jiri Lehecka Jiří Veselý                     | 6-4, 7-64              |         |
| 31.                              | 16 juni 2019      | Lyon                | Gravel        | Filip Polášek          | Simone Bolelli Andrea Pellegrino             | 6-4, 7-62              |         |
| 32.                              | 3 april 2022      | Marbella            | Gravel        | Roman Jebavý           | Hugo Nys Jan Zieliński                       | 7-6, 3-6, [10-3]       |         |
| 33.                              | 7 augustus 2022   | Liberec             | Gravel        | Neil Oberleitner       | Roman Jebavý Adam Pavlásek                   | 7-6, 6-2               |         |
| 34.                              | 21 augustus 2022  | Grodzisk Mazowiecki | Hardcourt     | Robin Haase            | Hugo Nys Fabien Reboul                       | 6-3, 6-4               |         |

## Prestatietabel dubbelspel
| Legenda | Legenda                          |
| ------- | -------------------------------- |
| g.t.    | geen toernooi gehouden           |
| l.c.    | lagere categorie                 |
| –       | niet deelgenomen                 |
| G       | uitgeschakeld in de groepsfase   |
| 1R      | uitgeschakeld in de eerste ronde |
| 2R      | uitgeschakeld in de tweede ronde |
| 3R      | uitgeschakeld in de derde ronde  |
| 4R      | uitgeschakeld in de vierde ronde |
| KF      | uitgeschakeld in de kwartfinale  |
| HF      | uitgeschakeld in de halve finale |
| F       | de finale verloren               |
| W       | het toernooi gewonnen            |
| w-v     | winst/verlies-balans             |

| Grandslamtoernooien  |      |      |      |    |      |      |      |      |      |      |      |
| Australian Open      | –    | 2R   | 1R   | 1R | 1R   | 2R   | 1R   | 1R   | KF   | 1R   | 1R   |
| Roland Garros        | –    | 2R   | 1R   | –  | 2R   | 1R   | –    | 1R   | 2R   | 1R   | 1R   |
| Wimbledon            | 1R   | 1R   | 1R   | –  | 2R   | 1R   | 3R   | g.t. | 2R   | 2R   | 1R   |
| US Open              | 2R   | 3R   | 3R   | –  | 1R   | 1R   | 1R   | 2R   | 1R   | 2R   |      |
| ATP Masters 1000     |      |      |      |    |      |      |      |      |      |      |      |
| Indian Wells         | –    | –    | –    | –  | –    | –    | –    | g.t. | –    | –    | –    |
| Miami                | –    | –    | –    | –  | –    | –    | –    | g.t. | 1R   | –    | –    |
| Monte Carlo          | –    | –    | –    | –  | –    | –    | –    | g.t. | –    | –    | –    |
| Madrid               | –    | –    | –    | –  | –    | –    | –    | g.t. | –    | –    | –    |
| Rome                 | –    | –    | 1R   | –  | –    | –    | –    | –    | 2R   | –    | –    |
| Montreal/Toronto     | –    | –    | –    | –  | –    | –    | –    | g.t. | 2R   | –    | –    |
| Cincinnati           | –    | –    | –    | –  | –    | –    | –    | –    | –    | –    | –    |
| Shanghai             | –    | –    | –    | –  | –    | –    | –    | g.t. | g.t. | g.t. |      |
| Parijs               | –    | –    | –    | –  | –    | –    | 2R   | 2R   | –    | –    |      |
| Olympische Spelen    |      |      |      |    |      |      |      |      |      |      |      |
| Olympische Spelen    | g.t. | g.t. | g.t. | –  | g.t. | g.t. | g.t. | g.t. | 2R   | g.t. | g.t. |
| Statistieken         |      |      |      |    |      |      |      |      |      |      |      |
| Totaal aantal titels | 0    | 2    | 1    | 0  | 3    | 2    | 2    | 1    | 0    | 0    | 0    |
| Eindejaarsranking    | 81   | 51   | 57   | 71 | 50   | 52   | 41   | 42   | 52   | 68   |      |